# Trichromia quadricolor
Trichromia quadricolor là một loài bướm đêm thuộc phân họ Arctiinae, họ Erebidae.